# Xestia jankowskii
Xestia jankowskii är en fjärilsart som beskrevs av Charles Oberthür 1884. Xestia jankowskii ingår i släktet Xestia och familjen nattflyn. Inga underarter finns listade i Catalogue of Life.